# Gombe (miasto)
Gombe – miasto w północno-wschodniej Nigerii, stolica administracyjna i największe miasto stanu Gombe. Według danych szacunkowych w 2010 roku miało 197 394 mieszkańców.
W mieście rozwinął się przemysł spożywczy oraz włókienniczy.